# 트라이멜리트산 무수물 염화물
트라이멜리트산 무수물 염화물(영어: trimellitic anhydride chloride)은 폴리아미드이미드 플라스틱을 생산하는 데 사용되는 화합물이다.

## 같이 보기
- 멜리트산
- 트라이멜리트산 무수물